# エカルテ遊び
『エカルテ遊び』（エカルテあそび、フランス語: Partie d'écarté）は、ルイ・リュミエールが監督した最初の映画作品で、1896年に公開された。
日本語では、『カード遊び』、『リュミエール家の庭での親睦会』として言及されることもある。

## あらすじ
3人の年寄りの男たちが、帽子をかぶり、葉巻をふかしながら、パティオに座っている。そのうち二人は、テーブルについてカードゲームのエカルテに興じており、3人目はその様子を眺めている。ゲームが続いていると、やや年若い給仕が歩み寄り、ワインの瓶とグラスを載せた盆を運んでくる。給仕がゲームの様子を眺める中、座っていた男たちは、飲み物をグラスに注ぐ。

## キャスト
エカルテに興じるふたりの人物のうち、右手の人物は、奇術師として知られシネマトグラフのイギリスにおける代理人でもあったフェリシアン・トルウィー、左手の人物はリュミエール兄弟の父アントワーヌ・リュミエール (Antoine Lumière) である。
給仕役はアントワーヌ・フェロー (Antoine Féraud) が演じている。

## 制作
この作品は、カメラのみならず、映写機や現像機としても用いられた、シネマトグラフを使って撮影された。初期のリュミエール映画がいずれもそうであるように、本作は35ミリフィルムを用い、画面アスペクト比は 1.33:1 であった。
撮影は、フランス、ラ・シオタの Villa du Clos des Plages でおこなわれた。

## 模倣
本作は、1896年2月に公開されたが、ジョルジュ・メリエスは、同年中にこれを模倣した『カード遊び (Une partie de cartes)』を制作し、これがメリエスの最初の映画作品となった。